# Maurice Challe
Maurice Challe (Lo Pontet, 5 de setembre de 1905 – París, 18 de gener de 1979) fou un militar francès, general de l'Exèrcit de Terra francès durant la Guerra d'Algèria, un dels quatre generals que participà en el Putsch d'Argel de 1961.
Nascut l'any 1905 al municipi de Lo Pontet, a la regió occitana de la Valclusa, esdevingué veterà de la Segona Guerra Mundial, havent transmès l'ordre de batalla de la Luftwaffe als britànics abans del Dia-D i recolzat el retorn al poder de Charles de Gaulle. Inicialment serví com a recluta a infanteria i, més tard, com a pilot oficial en aviació militar, arribant a esdevenir comandant de la Força Aèria de França a Algèria entre 1955 i 1960.
El juliol de 1956, el polític egipci Gamal Abdel Nasser prengué el control del Canal de Suez, violant els acords signats amb els governs britànics i francesos. El 14 d'octubre de 1956, visità al Primer ministre britànic Anthony Eden a Chequers, acompanyant al ministre de Treball francès Albert Gazier. Els dos francesos avisaren a Eden de les negociacions secretes entre Israel i França pel que feia a una proposta d'atac israelià sobre Egipte, succeït per una ocupació militar de les potències europeus, per a controlar el Canal de Suez. Eden donà suport al pla amb recursos de Regne Unit, incloent-hi forces militars, que desembocà directament amb la crisi de Suez.
Fou general de l'Exèrcit de l'aire francès i el seu major èxit militar fou en el camp de les operacions de contra-insurgència durant la Guerra d'Algèria. La seva ofensiva, iniciada el març de 1959, tingué un èxit substancial en el debilitament del Front Nacional d'Alliberament (FNA). A través de l'ús de la velocitat i la concentració de força, mantingué els insurgents del FNA en desordre i retirada constant. La seva tàctica innovadora seria estudiada i emulada per altres, com per exemple, de forma notable per les forces governamentals sirianes durant la Guerra Civil siriana, que buscà mantenir controlada i desequilibrada a la insurgència. El pla de Challe només fou completat parcialment, ja que abans que se'l reassignà a França.
Una línia de filferro electrificat, mines terrestres altres barreres militars fou anomenada línia Challe en honor seu. D'aquesta forma doblà la força d'una altra obra de defensa, la línia Morice, la qual separava Algèria de Marroc i Tunísia. Fou comandant en cap de les Forces Aliades d'Europa Central (CINCENT) des del maig de 1960 fins a la seva dimissió deliberada el febrer de 1961.
Fou un dels caps del Putsch d'Argel de 1961, juntament amb Raoul Salan, Edmond Jouhaud i André Zeller. La raó principal de la implicació de Challe al cop d'estat fou la preocupació per les represàlies contra els harkis, que havien servit a l'Exèrcit francès contra el FNA, en el nou escenari d'independència algeriana. Certament, amb l'arribada del nou marc polític l'any 1962, un gran nombre d'algerians unionistes foren massacrats. Després del fracàs del putsch, Zeller i ell es varen rendir a l'Exèrcit francès, mentre que Salan i Jouhaud crearen l'Organització de l'Armada Secreta (OAS). Fou sentenciat a 15 anys de presó i fou alliberat el desembre de 1966, després de rebre l'amnistia del president Charles de Gaulle l'any 1968. Morí a París el 18 de gener de 1979.